# Ismael Rodríguez (futbolista)
Ismael de Jesús Rodríguez Vega (Ciudad Madero, Tamaulipas, México, 10 de enero de 1981) es un exfutbolista mexicano, jugó como defensa central.

## Trayectoria
Monterrey
Tres semanas después de su debut, el 21 de julio de 2001 anota su primer gol en la Primera División al minuto 71 del partido Monterrey contra Pumas de la UNAM, en total marcaría 9 goles con su primer club.
Su constancia en el equipo titular rayado, en el que jugó 110 partidos oficiales en apenas 4 años le valdría la convocatoria a torneos con límite de edad para la Selección Nacional como los Juegos Panamericanos de 2003, los XIX Juegos Centroamericanos y del Caribe y el Torneo Preolímpico 2004, además de integrar la selección mayor.
América
A mediados del 2005, el defensa maderense es refuerzo de las Águilas del América para el Torneo de Apertura 2005, club en el que no tuvo la regularidad mostrada con los regiomontanos.
Desde la llegada de Daniel Brailovsky y la salida de los dos zagueros centrales Duilio Davino y Ricardo Rojas recibe la confianza para ser titular en el equipo.
Bajo el mando de Jesús Ramírez en la dirección técnica del América ha sido una de las piezas fundamentales en su esquema aportando a la ofensiva con su buen toque de pelota pese a ser un defensa central.
Querétaro
En el 2010 después de las Águilas del América lo pusieran transferible llega al equipo de Gallos Blancos del Querétaro F.C. donde solo participó una temporada.
Irapuato
12 de junio de 2012 firma contrato de 6 meses con los freseros del C.A. Irapuato.
Altamira
Para el 2014 jugaría con Altamira luego de 6 meses de inactividad, pero para su desgracia, el técnico del equipo Mario García, lo expulsó por motivo de no entrar en los planes, quedando otros 6 meses sin Jugar.
Águila
El CD Águila lo contrató para la temporada 2014 luego que el club emplumado no pudo fichar al brasileño Davi Rancan, quien juega en Colombia.

### Clubes
| Club                | País                | Año         | Partidos | Goles | Media |
| ------------------- | ------------------- | ----------- | -------- | ----- | ----- |
| CF Monterrey        | México              | 2001 - 2005 | 111      | 9     | 0.08  |
| C. América          | México              | 2005 - 2010 | 100      | 7     | 0.07  |
| Querétaro FC        | México              | 2011        | 2        | 0     | 0     |
| CD Irapuato         | México              | 2012 - 2013 | 17       | 1     | 0.06  |
| CD Águila           | El Salvador         | 2014 -      | 15       | 2     | 0.13  |
| Total en su carrera | Total en su carrera | 2001 - 2014 | 245      | 19    | 0.01  |

## Selección nacional

### Categorías menores
Sub-23
| Torneo                       | Sede                 | Resultado         |
| ---------------------------- | -------------------- | ----------------- |
| Juegos Panamericanos de 2003 | República Dominicana | Medalla de bronce |
| Juegos Olímpicos de 2004     | Grecia               | Primera fase      |

### Absoluta
Fecha de debut: 15 de octubre de 2003
Partido de debut:  México 0-2  Uruguay.
Entrenador con el que debutó: Ricardo Lavolpe.
Participaciones en Copa de Oro
| Copa                            | Sede           | Resultado |
| ------------------------------- | -------------- | --------- |
| Copa de Oro de la Concacaf 2009 | Estados Unidos | Campeón   |

| Partidos internacionales | Partidos internacionales | Partidos internacionales                                 | Partidos internacionales | Partidos internacionales | Partidos internacionales        | Partidos internacionales |
| #                        | Fecha                    | Sede                                                     | Oponente                 | Resultado                | Competición                     |                          |
| ------------------------ | ------------------------ | -------------------------------------------------------- | ------------------------ | ------------------------ | ------------------------------- | ------------------------ |
| 1.                       | 15 de octubre de 2003    | Soldier Field, Chicago, Estados Unidos                   | Uruguay                  | 0–2                      | Amistoso                        |                          |
| 2.                       | 24 de junio de 2009      | Georgia Dome, Atlanta, Estados Unidos                    | Venezuela                | 4–0                      | Amistoso                        |                          |
| 3.                       | 5 de julio de 2009       | Oakland-Alameda County Coliseum, Oakland, Estados Unidos | Nicaragua                | 2–0                      | Copa de Oro de la Concacaf 2009 |                          |
| 4.                       | 9 de julio de 2009       | Reliant Stadium, Houston, Estados Unidos                 | Panamá                   | 1–1                      | Copa de Oro de la Concacaf 2009 |                          |
| 5.                       | 12 de julio de 2009      | University of Phoenix Stadium, Glendale, Estados Unidos  | Guadalupe                | 2–0                      | Copa de Oro de la Concacaf 2009 |                          |
| 6.                       | 19 de julio de 2009      | Cowboys Stadium, Arlington, Estados Unidos               | Haití                    | 4–0                      | Copa de Oro de la Concacaf 2009 |                          |

## Palmarés

### Torneos nacionales
| Título                     | Club         | País   | Año  |
| -------------------------- | ------------ | ------ | ---- |
| Primera División de México | CF Monterrey | México | 2003 |

### Copas internacionales
| Título                           | Club                | País           | Año  |
| -------------------------------- | ------------------- | -------------- | ---- |
| Copa de Campeones de la CONCACAF | Club América        | México         | 2006 |
| Copa de Oro de la Concacaf       | Selección de México | Estados Unidos | 2009 |